# NGC 822
NGC 822 (други обозначения – ESO 298 – 9, MCG -7-5-8, PGC 8055) е елиптична галактика (E) в съзвездието Феникс.
Обектът присъства в оригиналната редакция на „Нов общ каталог“.